# Хилдехароевский говор
Хилдехароевский говор — говор кистинского и итумкалинского диалектов чеченского языка. Некоторые авторы включают говор в горный диалект чеченского языка.
Хилдехароевский говор, являясь одним из говоров горного диалекта чеченского языка, хотя и имеет много общего с остальными родственными говорами, обладает своими специфическими особенностями, свойственными лишь ему и характеризующими его как отдельную лингвистическую единицу.
При всех общих чертах, роднящих его с остальными говорами, хилдехаройский говор проявляет особую близость к говорам обществ, локализующихся к западу от верхнего течения Чанты-Аргуна.